# Тирозинкиназа 2
Нерецепто́рная тирози́н-протеинкина́за TYK2 (англ. non-receptor tyrosine-protein kinase TYK2) — фермент, кодируемый у человека геном TYK2.
TYK2 был первым описанным членом семейства JAK (другие члены этого семейства — JAK1, JAK2 и JAK3). Он участвует в сигнализации IFN-α, IL-6, IL-10 и IL-12.

## Функция
Ген TYK2 кодирует члена белкового семейства тирозинкиназы, точнее, семейства янускиназ (JAK). Этот белок связывается с цитоплазматическим доменом рецепторов цитокинов типа I и типа II и распространяет сигналы цитокинов посредством фосфорилирования рецепторных субъединиц цитокинов. Он также является компонентом сигнальных путей интерферона как типа I, так и типа III. Как таковая, тирозинкиназа 2 может играть определённую роль в антивирусном иммунитете.
В семейство JAK у млекопитающих входят четыре члена: JAK1, JAK2, JAK3 и тирозинкиназа 2 (Tyk2). Связь между белками JAK и сигнальными путями цитокинов впервые была выявлена, когда изучение генов, вовлечённых в сигнальные пути интерферона I типа (IFN-I), показало, что их необходимым элементом является Tyk2, активируемая рецепторами цитокинов. Tyk2 имеет более широкие и глубокие функции в организме человека, чем ранее предполагалось на основе анализа мышиных моделей, которые показывали, что функции Tyk2 в первую очередь состояли в сигнальных путях IL-12 и IFN-I. Дефицит Tyk2 имеет более острые последствия в клетках человека, чем в клетках мыши. Тем не менее, в дополнение к IFN-α и -β и сигнализации IL-12, Tyk2 играет важнейшую роль в сигнальных путях IL-23, IL-10 и IL-6. Так, Tyk2 может оказывать влияние на сигналы IL-6, передаваемые через цепь рецепторов GP-130, которая является общей для большого семейства цитокинов, в числе которых IL-6, IL-11, IL-27, IL-31, онкостатин М (OSM), цилиарный нейротрофический фактор, кардиотрофин 1, CLCF1 и LIF. Недавно было показано, что IL-12 и IL-23 имеют общие лиганды и рецепторные субъединицы, которые активируют Tyk2. IL-10 является критическим противовоспалительным цитокином, и мыши с дефицитом IL-10 страдают от фатальных системных аутоиммунных заболеваний.
Tyk2 активируется IL-10, и дефицит тирозинкиназы 2 влияет на способность реагировать на сигналы IL-10. В физиологических условиях иммунные клетки, в общем, регулируются действием многих цитокинов, и представляется ясным, что перекрестные помехи между сигнальными путями различных цитокинов участвуют в регуляции сигнального пути JAK-STAT.

## Роль в воспалительных процессах
В настоящее время широко признано, что атеросклероз является результатом клеточных и молекулярных событий воспалительного характера. Воспаление сосудов может быть вызвано усилением активности ангиотензина II, который производится локально воспаленными сосудами и индуцирует синтез и секрецию IL-6 — цитокина, отвечающего за индукцию синтеза ангиотензиногена в печени через JAK/STAT3-путь, который активируется через мембранные рецепторы с высоким сродством на целевых клетках. Эти рецепторы называются IL-6R-цепью рекрутирования GP-130, эта цепь связана с тирозинкиназами (Jak 1/2 и Tyk2). Цитокины IL-4 и IL-13 повышены в лёгких у лиц, хронически страдающих астмой. Сигнализация через IL-4/IL-13 комплексы, как полагают, проходит через IL-4Rα-цепи, которые отвечают за активацию киназ JAK-1 и Tyk2. Роль Tyk2 при ревматоидном артрите непосредственно проявляется у Tyk2-дефицитных мышей, которые были устойчивы к артриту. Дефицит Tyk2 мышей отражается на отсутствии реакции к небольшим количеством IFN-α, но они обычно реагируют на высокие концентрации IFN-α/β. Кроме того, эти мыши нормально реагируют на IL-6 и IL-10, предполагается, что Tyk2 несущественна для передачи сигналов IL-6 и IL-10 и не играет важной роли в IFN-α сигнализации. Хотя мыши с дефицитом Tyk2 фенотипически нормальны, они демонстрируют аномальные ответы на воспалительные процессы в различных клетках. Самый интересный фенотип наблюдался у Tyk2-дефицитных макрофагов: происходило уменьшение продукции оксида азота при стимуляции липополисахаридами (LPS). Кроме того, выяснение молекулярных механизмов передачи сигналов LPS показали, что у мышей дефицит Tyk2 и IFN-β обусловливает сопротивляемость к LPS-индуцированному эндотоксиновому шоку, в то время как мыши с дефицитом STAT1 — восприимчивы. Разработка ингибитора Tyk2 кажется рациональным подходом для создания медикаментов.

## Клиническое значение
Мутация в гене TYK2 была связана с синдромом гипериммуноглобулина E (HIES) — первичным иммунодефицитом, характеризующимся повышенным уровнем иммуноглобулина Е.

## Взаимодействия с другими белками
Тирозинкиназа 2, как было выявлено, взаимодействует с FYN, PTPN6, IFNAR1, Ku80 и GNB2L1.